# Paula Illemann Feder
Paula Marie Mathilde Illemann, gift Feder (født 25. februar 1893 i København, død 1. november 1967 i Odense) var en dansk skuespiller.
Hun var datter af sergent, arbejdsmand Ernst Ferdinand Illemann (1866-1897) og hustru Ane Cathrine Jensen (1862-1944) og gennemgik Det Kongelige Teaters elevskole i 1910-12, bl.a. under vejledning af Karl Mantzius og Anna Boserup, og havde sin første optræden som elev på Det Kgl. Teater 3. december 1910. Hun havde sin egentlige debut på Odense Teater 25. oktober 1912 som andenpigen i Ludvig Holbergs Barselstuen. Hun var tilknyttet Odense Teater 1912-16, hvor hun spillede Solveig i Henrik Ibsens Peer Gynt, 1913, igen 1927-29 og fra 1944 til sin død og spillede i alt i 40 roller på Odense Teater. I perioden 1916-1919 var hun på Casino og i perioden 1919-1927 på Folketeatret. Det var især som de unge lystspilpiger, hun gjorde fyldest, fx Antonie i Sparekassen (1922) af Henrik Hertz, og Trine i Jeppe Aakjærs Livet paa Hegnsgaard (1923).
I årene 1929-1935 gæstespillede hun hos Otto Jacobsen og Arne Jensen, indtil hun sammen med sin mand Georg Feder blev leder af teatereksperimentet "Aftenspil". Blandt Feders større hovedroller kan nævnes Dronning Alexandra i En idealist.
Hun forlod scenen i 1935 for at hjælpe sin mand i det evangeliske arbejde, som bl.a. rettede sig mod arbejdsløse, men vendte tilbage til de skrå brædder i 1943. I sæsonen 1954-55 var hun gæst på Folketeatret i København, hun udførte adskillige roller på TV, radio og film. 1954 blev hun Ridder af Dannebrogordenen.
Paula Illemann Feder blev gift 17. oktober 1914 med skuespilleren Knud Trappaud Levinsen (2. november 1881 – 17. september 1916), hun blev gift igen 27. maj 1920 med skuespilleren og biografinspektør Svend Borch (23. oktober 1881 – 17. september 1961), ægteskabet opløst i 1932. Hun blev gift igen for tredje gang 11. maj 1933 med skuespilleren, forfatteren og lægprædikanten Georg Carl Feder (24. april 1891 – 12. december 1946) fra Oxfordgruppebevægelsen.
Paula Illemann Feder er begravet på Spentrup Kirkegård ved Randers.